# Emblema della Repubblica Democratica del Congo
L'emblema della Repubblica Democratica del Congo è il simbolo araldico ufficiale del paese, adottato nel 2006. Consiste in una testa di leopardo circondata a sinistra da una zanna di elefante e a destra da una lancia. Al di sotto, supportato da una pietra, un cartiglio riporta il motto del paese: Justice, Paix, Travail (Giustizia, Pace, Lavoro).

## Emblemi storici
- Lo stemma dello Zaire rappresenta la testa di un ghepardo, con una freccia e una lancia incrociate sotto di essa e con una felce e una zanna di elefante sullo sfondo (pertanto anch'esse incrociate). Questi dettagli, che si possono far risalire all'epoca preistorica, sono il risultato della campagna di Autenticità voluta da Mobutu Sese Seko all'inizio degli anni '70. Ai piedi di questi dettagli si può intravedere il motto nazionale: Justice, Paix, Travail (Giustizia, Pace, Lavoro).

Stemma dello Stato Libero del Congo (1885–1908)
Stemma del Congo belga (1908–1960)
Stemma dello Zaire (1971–1997)
Stemma della Repubblica Democratica del Congo (1997–1999)
Stemma della Repubblica Democratica del Congo (1999–2003)
Stemma della Repubblica Democratica del Congo (2003–2006)